# Hauer (Familienname)
Hauer ist ein deutscher Familienname.

## Herkunft und Bedeutung
Hauer ist ein Berufsname und bezieht sich auf den Hauer im Bergbau bzw. den Weinhauer (=Winzer).

## Namensträger
- Adolf Hauer (1928–2017), deutscher Jurist
- Alexander Hauer (* 1968), österreichischer Theaterregisseur und Festspielintendant
- Andreas Hauer (* 1965), österreichischer Jurist
- August Hauer (1886–1947), deutscher Arzt und Schriftsteller
- Brett Hauer (* 1971), US-amerikanischer Eishockeyspieler
- Bruno Hauer (1912–1992), österreichischer Komponist, Musikverleger und Schallplattenproduzent
- Carl Hauer (1847–1905), deutscher Bildhauer und Stuckateur
- Christa Hauer-Fruhmann (1925–2013), österreichische Malerin
- Colin Hauer (* 1986), deutsch-australischer Verleger und Musiker
- Daniel Hauer (1879–1945), deutscher Politiker (NSDAP)
- Dietmar Hauer (* 1968), österreichischer Radrennfahrer
- Edith Hauer (1913–2004), österreichische Widerstandskämpferin
- Elena Hauer (* 1986), deutsche Fußballspielerin
- Elisabeth Hauer (1928–2012), österreichische Schriftstellerin
- Erich Hauer (1878–1936), deutscher Sinologe
- Erwin Hauer (1926–2017), österreichischer Bildhauer
- Florian Hauer (* 1978), deutscher politischer Beamter
- Franz von Hauer (Gouverneur) (1777–1822), Gouverneur von Galizien
- Franz von Hauer (Geologe) (1822–1899), österreichischer Geologe und Paläontologe
- Franz Hauer (Kunstsammler) (1867–1914), österreichischer Gastwirt und Kunstsammler
- Franz Hauer (Widerstandskämpfer) (1905–1944), österreichischer Widerstandskämpfer
- Fritz Hauer (1889–1961), österreichischer Physiker
- Georg Hauer (Chronist) (Georg Hauer von Niederaltaich; 1440–nach 1491), deutscher Chronist
- Georg Hauer (Theologe) (1484–1536), deutscher Theologe und Grammatiker
- Georg Franz von Hauer (1780–1844), preußischer Landrat
- Gerda Weichsler-Hauer (* 1961), oberösterreichische Politikerin (SPÖ), oberösterreichische 2. Landtagspräsidentin
- Gerhard Hauer (* 1985), österreichischer Skibobfahrer
- Gregor Hauer (1753–1822), österreichischer Benediktiner und Komponist
- Gudrun Hauer (1953–2015), österreichische Journalistin, Politikwissenschaftlerin, Feministin und LGBT-Aktivistin
- Gustav Hauer (1840–1913), deutscher Architekt und Hofbaurat
- Hans Hauer (* 1897), deutscher Landrat und NSDAP-Funktionär
- Hermann Hauer (* 1964), österreichischer Politiker (ÖVP)
- Holger Hauer (* 1964), deutscher Schauspieler und Regisseur
- Jakob Wilhelm Hauer (1881–1962), deutscher Indologe und Religionswissenschaftler
- Jerome Hauer (1951–2023), US-amerikanischer Unternehmer und Katastrophenschützer
- Joachim Hauer (* 1991), norwegischer Skispringer
- Jochen Hauer (1899–1966), deutscher Schauspieler, Theaterregisseur und Theaterintendant
- Johann Hauer (Maler) (1586–1660), deutscher Maler, Kupferstecher und Kunsthändler
- Johann Georg Hauer (1853–1905), österreichischer Mundartdichter
- Johann Jakob Hauer (französisch Jean-Jacques Hauer; 1751–1829), französischer Maler deutscher Herkunft
- Johann Thomas Hauer (1748–1818/1820), deutscher Bildhauer und Zeichner
- Johannes Hauer (Schriftsteller) (1910–1996), österreichischer Schriftsteller
- Johannes Hauer (Schauspieler) (* 1984), deutscher Schauspieler
- Jonah Hauer-King (* 1995), britisch-amerikanischer Schauspieler
- Josef Matthias Hauer (1883–1959), österreichischer Komponist und Musiktheoretiker
- Joseph von Hauer (1778–1863), österreichischer Paläontologe, Kameralist und Staatsmann
- Julius von Hauer (1831–1910), österreichischer Montaningenieur
- Justine Hauer (* 1971), deutsche Schauspielerin
- Karl von Hauer (1819–1880), österreichischer Chemiker
- Karl Hauer (1875–1919), österreichischer Journalist und Publizist
- Leopold von Hauer (1854–1933), General der österreichisch-ungarischen k.u.k. Armee
- Leopold Hauer (1896–1984), österreichischer Maler
- Matthias Hauer (* 1977), deutscher Politiker (CDU)
- Michael Hauer (* 1972), deutscher politischer Beamter
- Nicole Hauer (* 1987), deutsche Skispringerin
- Nina Hauer (* 1968), deutsche Politikerin (SPD)
- Rainer Hauer (* 1932), österreichischer Schauspieler und Regisseur
- Robert Hauer-Riedl (1942–2005), österreichischer Schauspieler
- Rolf Hauer (1911–2000), deutscher Verwaltungsjurist und Präsident der Klosterkammer Hannover
- Rudolf Hauer (1878–1964), österreichischer Beamter und Politiker
- Rutger Hauer (1944–2019), niederländischer Schauspieler
- Sajmen Hauer (* 1988), deutscher Basketballspieler
- Tiemo Hauer (* 1990), deutschsprachiger Popmusiker
- Ulrich Hauer (* 1953), deutscher Grabungstechniker, Kommunalpolitiker und Museumsleiter